# 第64独立自動車化狙撃旅団 (ロシア陸軍)
第64独立親衛自動車化狙撃旅団（だい64どくりつしんえいじどうしゃかそげきりょだん、ロシア語: 64-я отдельная гвардейская мотострелковая бригада）は、ロシア陸軍の旅団。第35諸兵科連合軍隷下。ブチャの虐殺に関与した戦争犯罪の疑いがかかっている（後述）。

## 概要

### 冷戦
1967年12月5日、ソ連地上軍第60戦車師団隷下の第882自動車化狙撃連隊としてロシア・ソビエト連邦社会主義共和国ハバロフスク地方で創設された。
1970年3月、第270自動車化狙撃師団隷下に転属した。
1992年12月26日、ソビエト連邦の崩壊とロシアの独立で創設されたロシア陸軍に編入した。
1995年1月、第一次チェチェン紛争に投入された。
1997年9月、第81親衛自動車化狙撃師団隷下に転属した。
2001年6月、第270自動車化狙撃師団隷下に転属した。
2009年1月、部隊増強に伴い、第64独立自動車化狙撃旅団に改編された。

### ロシアのウクライナ侵攻

#### 北部・キーウ戦線
2022年2月24日、ロシアのウクライナ侵攻では、第35諸兵科連合軍の隷下部隊としてベラルーシから攻勢を開始し、北部キーウ州チェルノブイリ、ブチャ、イルピンを占領した。ブチャでは1か月ほど市内を占領した後にウクライナ軍の反撃で3月31日に撤退した。

#### ブチャの虐殺
2022年4月4日、ウクライナ国防省情報総局が民間人400人以上が殺害されたブチャの虐殺に関与した疑いが高いとして、団員1,600人の個人情報名簿を公開した。
同年4月18日、ウラジーミル・プーチン大統領から、名誉称号「親衛隊」を授与され、第64独立親衛自動車化狙撃旅団に改称した。

#### 北東部・イジューム戦線
2022年4月下旬、北東部ハルキウ州イジューム地区に再配置されて攻勢を開始し、第93独立機械化旅団と交戦していたが、5月8日にドイツ在住ロシア人のセルゲイ・サムレニー記者が部隊が全滅したと報告した。
同年8月11日には戦争研究所（ISW）がこの部隊について、キーウ州での戦争犯罪の隠蔽のため、クレムリンの意図的な取り組みにより破壊された可能性があると言及した。部隊の調査をしたラジオ・フリー・ヨーロッパのマーク・クルトフもサムレニーの報告通り「全滅」であると結論しており、戦前に所属していた1,500名の兵士のうち200～300人が死亡した可能性が高いと述べている。戦死者と負傷者の人数の比率は約1：3.5と推定されており、部隊は最大700～1,000人の負傷者を出した可能性があるという。

## 戦争犯罪の疑い
2022年ロシアのウクライナ侵攻においての戦争犯罪の疑い、前線の有様や戦場での行いについて、旅団に所属する兵士たちがSNSや独立系メディアの取材に応じるかたちで告白をしている。 

### ダニール・フロルキンの告白
2022年6月、ウクライナ検事総長室は、部隊に所属するダニール・フロルキンがキーウ地方のアンドレーエフカ村での民間人殺害・窃盗などの罪で有罪になる可能性があると発表した。同年7月17日、Slidstvo.Infoは占領中に兵士たちが地元住民から取り上げていた携帯電話で撮影し、撤退時に削除していたセルフィー25枚が復元され、フロルキンが特定されたと報じた。フロルキンが村民を銃殺したと村民の目撃証言があったという。
同年8月15日、iStoriesの記者が写真に写っていた4人の兵士に連絡を取り、取材に応じたフロルキンと他1名に聞き取った内容を記事として公開した。2名の兵士たちによると、2022年1月に「演習のため」ベラルーシに派遣され、2月に「これから3日間、脅迫のために行動する」とウクライナ侵攻のことを告げられた。「ルハンスク・ドネツクは国家として承認され、その後ロシアに編入され、お前たち（ウクライナ国民）はそこを去ることになる」ということだという。 
また、フロルキンは取材に応じた後に記者に連絡を取り、録音をオンにするよう頼んだうえで「民間人に対する銃撃（処刑にも関係）・窃盗・携帯電話の没収」を告白すると同時に「"普通の兵士を人と思っていない" 旅団司令部の処罰」を願う訴えを行った（録音は同年7月20日）。告白をした理由を問われると、大隊から残った50人が再びヘルソンに送られ、200～300人の若い兵士の派遣が決まっているが、旅団の壊滅が目に見えているとフロルキンは述べた。刑務所に入れられることもあることを理解のうえでの告白であるという。 
ウクライナでの戦闘行為をロシアでは称賛されるが「自分が何のために、誰と戦っているのか」全く理解できず、多くの同僚はウクライナ侵攻後に辞めようとしたことも語っている。しかし、司令官は「戦場に行きたくないなら撃ち殺す」と怒鳴りつけ、「断わると刑事責任を問われる」と脅した。写真に写っていた1人がキーウから戻った後に外出許可を求めたが、司令官は他の2人の兵士とともにウクライナに送り返したという。 
同月17日、ウクライナ検察庁が「彼の話は我々の捜査と明らかに一致する。殺人事件だ」として、iStoriesの動画を裁判資料として追加したことが報じられた。 
15日の記事が出た後、同じ部隊の複数名の兵士からiStoriesに連絡があったという。 
- そのうちヘルソン方面にいる1人によると、部隊の80%の兵士が辞めたいと考えているが司令官オムルベコフと副司令官プロクラットが妨げているという。戦闘拒否者が指揮所に行っても、また前線に送られるため、自力で部隊の所在地に行き、そこで拒否をしている。この兵士は、知人に人事部から「700人以上が来て、辞めていく」と言われたと聞いている。しかし現在、ウクライナにいる兵士は契約期間が終了していても、ロシア領に戻れない状況だという。ダニール・フロルキンは他の兵士とともにヘルソンに転属するはずだったが、旅団がベルゴロド州の臨時配備地点に駐留している間に、何とか自分の部隊のあるハバロフスクに行き、退役した。
- 別の兵士は、司令官が「みんな火の車」と民間人家族の乗っている車への砲撃を命じたと証言している。

またiStoriesの情報筋によると、オムルベコフは「電話を持っている人を見つけたら全員殺せ」と命じていた。そればかりか、村民の家を積極的に略奪。例えば、兵站部副司令官のクロブコフは「司令部が美しい食器で食事ができるように」とサービスプレートを盗んでいった。軍用トラック一杯に、冷蔵庫やノートパソコン、さらにはテーブルや椅子が詰め込まれたという。 
11月18日、グラグ・ネットはフロルキンがロシアで4年間の投獄となったことを明らかにした。 

### アレクセイ・アスタショフの告白
2022年8月7日、衛生兵アレクセイ・アスタショフは自らのフコンタクテに部隊の戦没者44人の名前と写真を掲示するスタンドの写真を掲載し、1日後に削除した。アスタショフはラジオ・リバティの取材に応じ、ウクライナに派遣された旅団の規模は1,500人、女性とスタッフと新兵以外の全員が向かったと説明した。旅団の死者数については、少なくとも数百人と推定している。スタンドの44名は死後に勇敢勲章を授章した者だけで、実際に死亡した兵士の10分の1に過ぎないとしている。
アスタショフはブチャの虐殺に部隊の兵士が関与したと信じておらず、このとき取材した記者をブロックしたと伝えられている。この後に、iStoriesでのダニール・フロルキンの告白を知ったと思われる。
同月25日、ノーヴァヤ・ガゼータ・ヨーロッパにアスタショフのインタビューが掲載された。フロルキンから個人的に「（旅団長）オムルベコフの命令でスマートフォンの写真のために人を撃った」と告白されていたが、信じられなかったという。 
「8年間いじめられていた人たちを助けに行く」という大統領演説を聞いて入隊し、ルガンスク・ドネツク人民共和国解放の旗印を信じてウクライナに赴いていた。しかし、ハルキウ州でウクライナ軍の野外医療施設を占拠したとき、好奇心でウクライナ人部隊の人員リストを見たところ、半数近くがロシア姓であった。同時に、戦友の多くがウクライナ姓であることも思い出して混乱、自身の帝国主義的な野心に気付き「精神崩壊」に至ったことを告白している。 
自身含め、兵士たちの旅団司令部への「恨み」も明かしている。旅団はキーウ地方で最大の損失を被り、ハルキウ州での戦闘後の4月に撤退が決まっていたが、旅団長は「この旅団は戦力も手段も充実しており、どんな仕事でもこなす準備ができていて、拒否する者はいない」と司令官に報告。ロシア英雄賞を受賞し、大佐に昇格、旅団は「衛兵」となった。さらに損害を出し続けている旅団に人員や装備の補充はなく、6月には旅団長が重傷を負った。部隊の兵士は訓練に行くと聞かされ、同意を求められないまま騙されて「特別作戦」に参加させられており、1月からずっと訓練で疲れているのにローテーションすらなく、負傷者たちは何の補償も受けられていない惨状であったとしている。
アスタショフは、7月末にロストフの負傷者受け入れセンターに出張するためにハバロフスクを発ったが、途中、司令官から援軍とともにケルソンに連れていくと聞いた。そのためクリミアで引き返し、ハバロフスクに戻って作戦への参加を拒否する報告書を提出し、除隊の手続きをしている。8月20日、フコンタクテにスタンドの写真を掲載した件で部隊に呼び出され、ロシア連邦保安庁（FSB）と憲兵に聴取され、釈明文を書かされた。そのとき、ダニール・フロルキンの刑事訴訟が始まっていることを知ったと話している。 

### ピョートル・ダニロフの発言
2022年7月29日、ウクライナ保安庁（SBU）はブチャの虐殺に関与したとして、さらに第64旅団所属の4人の兵士の名前を公表した。このうちの1人ピョートル・ダニロフは、ラジオ・リバティに自ら連絡し、2018年に部隊から解雇されたことを述べ、確認する書類の映像を提示したうえで侵攻以前にすでに軍を去っていたと主張した。また砲兵長のアンドレイ・エルミンコも2018年に予備役に移されたとしている。ダニロフは解雇後も第64旅団の兵士たちと連絡を取っており、記者のインタビューに応じた。
ダニロフによると、アスタショフが撮影したスタンドの44名の戦死者は侵攻が始まって1,2ヶ月後に「穴を塞ぐため」ウクライナに送られた兵士である。歩兵電動ライフル部隊の組織と人員配置の構造から実際にウクライナに赴いたのは800～900人だろうと推定しており、1.500人を数えることが出来るのは、ウクライナに侵攻してから反撃にあい、各所から人員と装備を集めてグループを強化した時点であると説明している。アスタショフは入隊間もなく医療中隊の所属であることから、理解に至っていないのだろうと推測している。旅団の損害としては、死傷者（死亡は約200人）そして拒否者が非常に多いが全滅には至っていないという。ブチャの虐殺への関与については「そうだったと言ったら、旅団の仲間や兵士を誹謗中傷することになる。むしろ二次被害は避けられない。必ず民間人が犠牲になる。泥酔したときでも、そんなことを認めた人はいない」と否定した。ダニロフは氏名を公表の上で次のような反戦メッセージを寄せている。
「人として、この戦争を一刻も早く終わらせたい。これは何よりも、母親にとって、家族にとって、妻にとって、友人にとって、すべての人にとっての大惨事です。失ったのは大切な人たちであって、『ナチス』や『オーク』ではない。働き、子どもたちを育て、教育を受けさせることができた人たちだ。誰もがこの戦争にうんざりしている。戦争は良くない、常に悲劇をもたらします」。

### ニキータ・チブリンの亡命
第64旅団の通信部隊に所属していたニキータ・チブリンは、2022年6月まで同旅団の隊員として行動していた。
チブリンの話によると、同年2月24日に反戦の立場を指揮官に伝えたところ、投獄すると脅され、強制連行された。部隊はベラルーシ国境からウクライナに入り、最初の1ヶ月をキーウ近くのリピフカで過ごした。その間、最も過酷な肉体労働に回され、腰を痛めている。銃撃は目撃していないが、「軍人・民間人を問わずロシア軍の位置に関する情報を共有する者を殺害する命令」を部隊は受けていたと明かしている。アンドレーエフカでは兵士4人で母娘をレイプする事件が起き、1人は逃亡、3人が司令官たちに追われる姿を見ている。3人は司令官たちに殴打されたが、証拠が無いとのことで解雇されただけであった。部隊は日常的にウクライナの家で全てのものを略奪しており、3月末にリピフカ・アンドレーエフカから撤退するときに民間の車を奪い、ベラルーシで売り払った。エンジンを始動できない自動車は破壊していたという。
一旦、ベラルーシに撤退時にチブリンは軍病院で受診したが、5月にウクライナに戻ることを余儀なくされ、ハルキウ地方のイジューム周辺の森で過ごした。士気は非常に低く、誰もが抜け出す方法を探している状態であった。そして6月16日に撤退する他の舞台のトラックに他の兵士とともに飛び乗り、司令官にお金を払ってウクライナから逃れた。ロシアに戻ってからは、1ヶ月間入院している。
療養の条件として戦場に戻るという書類への署名を求められ、拒否。軍との契約解除を準備していたが、9月21日に部分動員が発表され、契約解除が出来ないことを友人に知らされた。そのためハバロフスクからサンクトペテルブルクに逃げ、列車でベラルーシに向かった。「ハーグと国連の調査に協力し、知り得るすべてについて詳細な証言をしたい」とグラグ・ネットに連絡を取ってロシア脱出の支援を得ている。11月16日にスペインに到着し、当局は入国を許可、政治亡命と国際保護の手続きに入る機会を与えることを決定した。ロシアの憲兵隊とFSBは、チブリンの家族に尋問しているという。

## ギャラリー

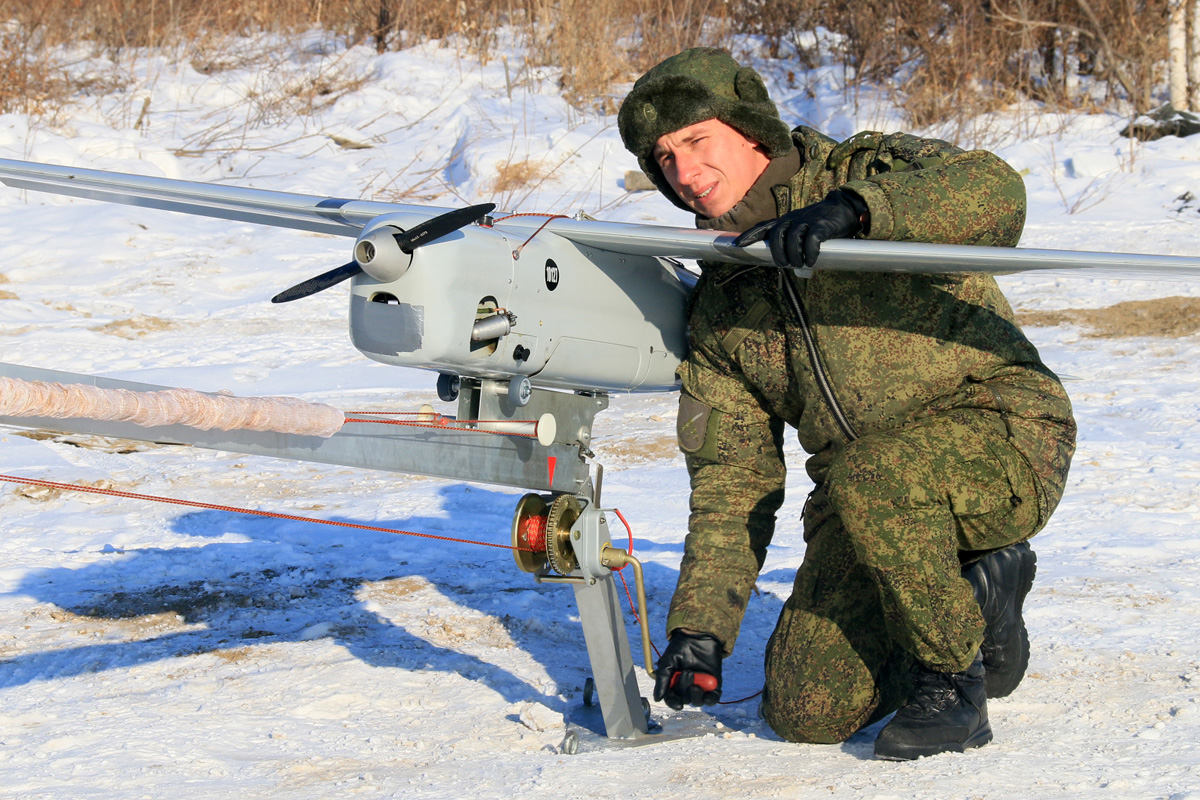
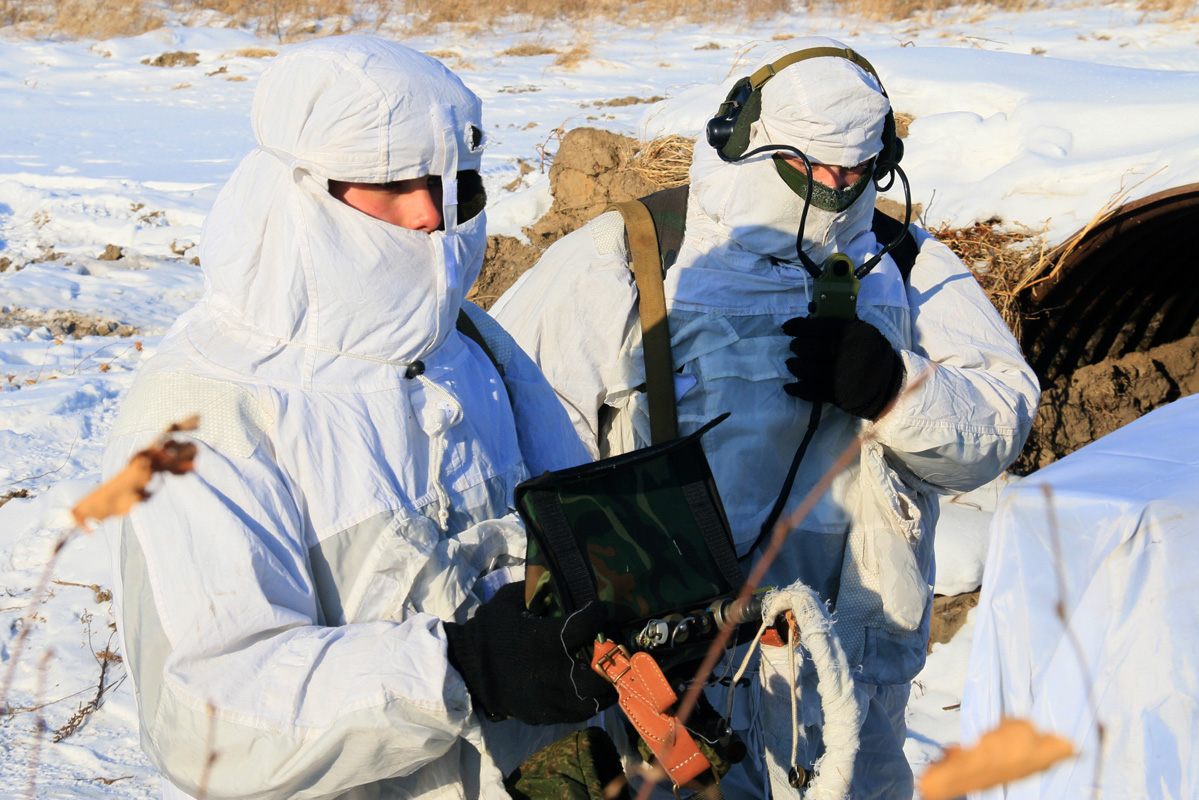
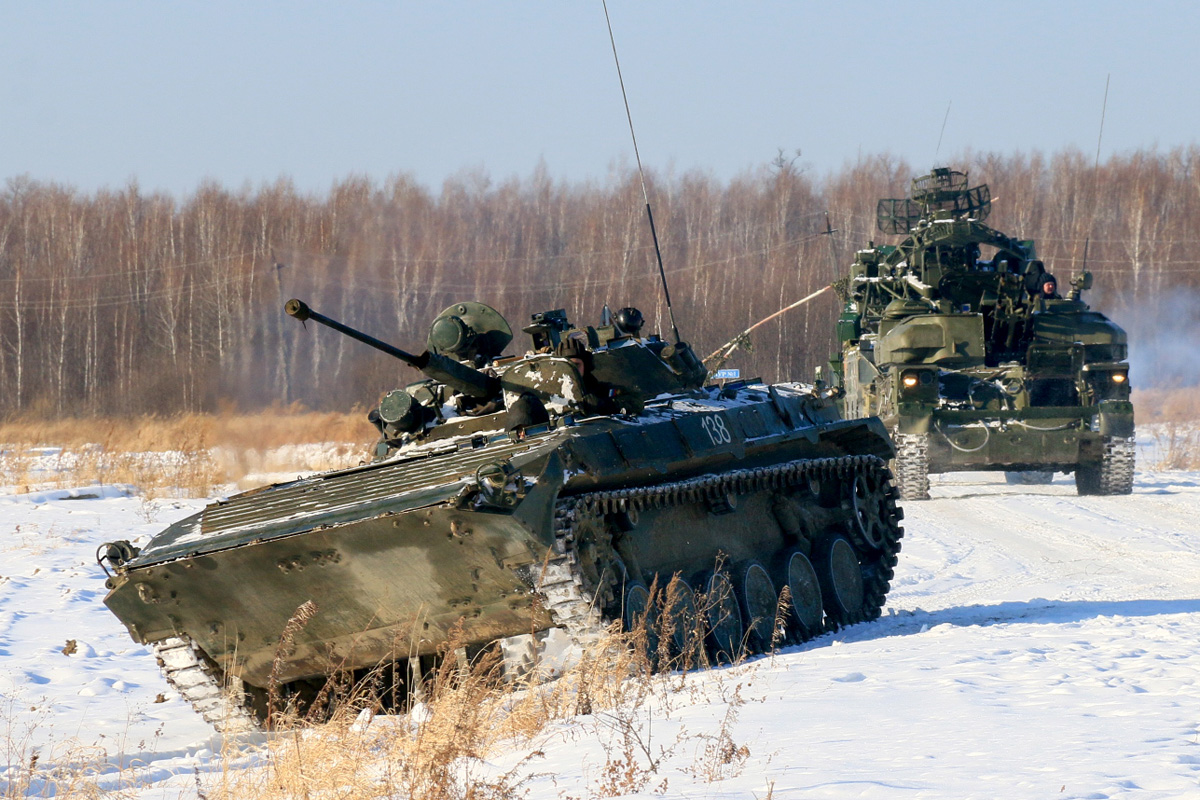
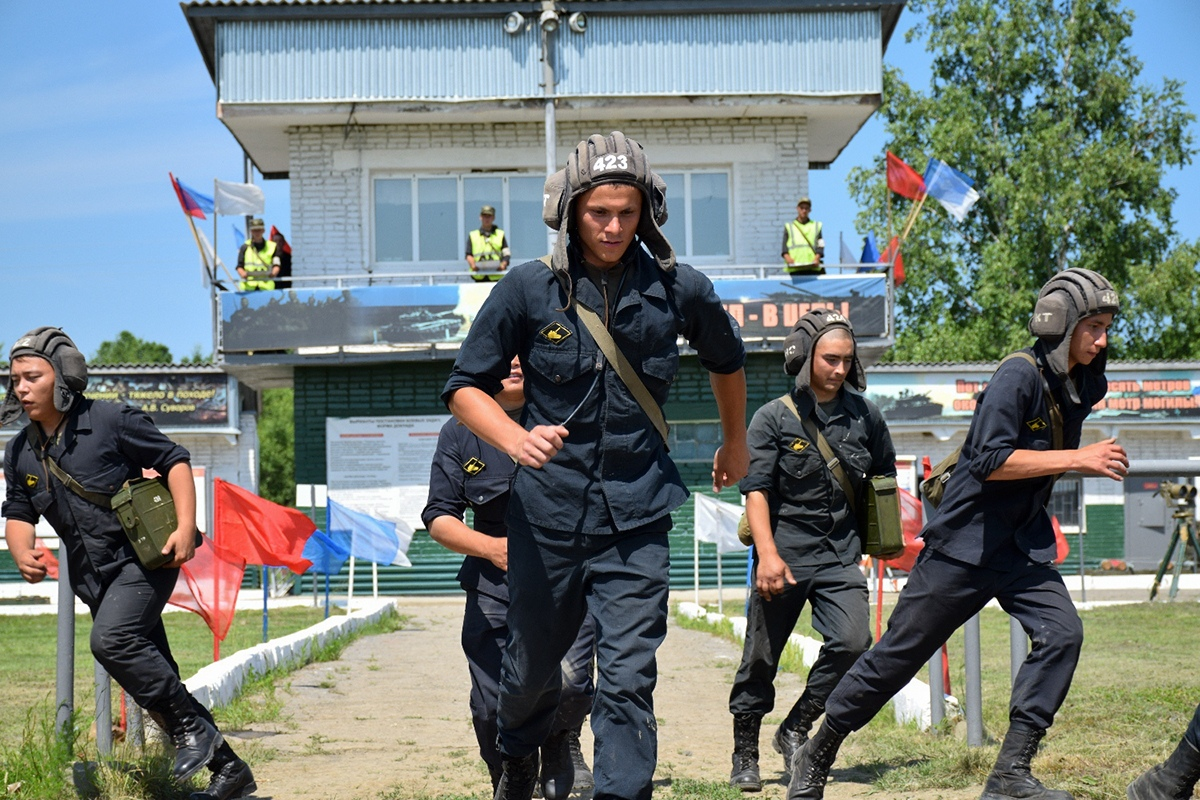
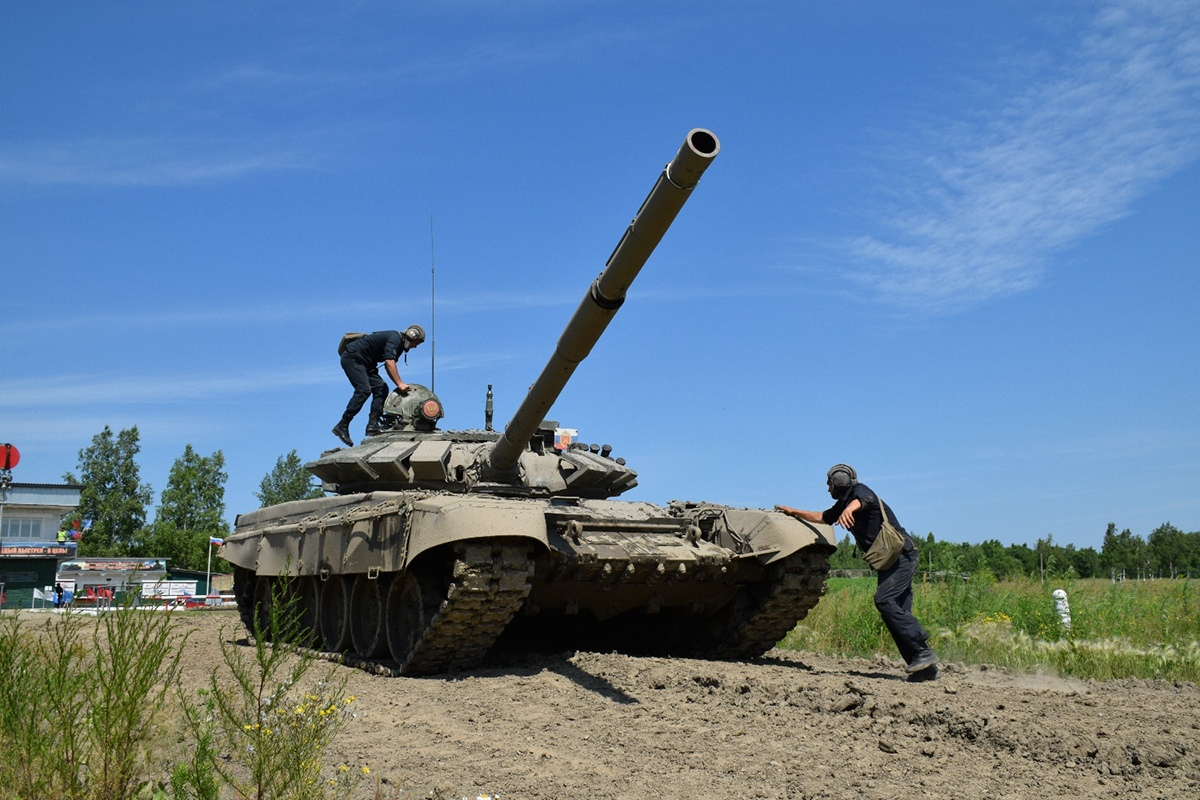
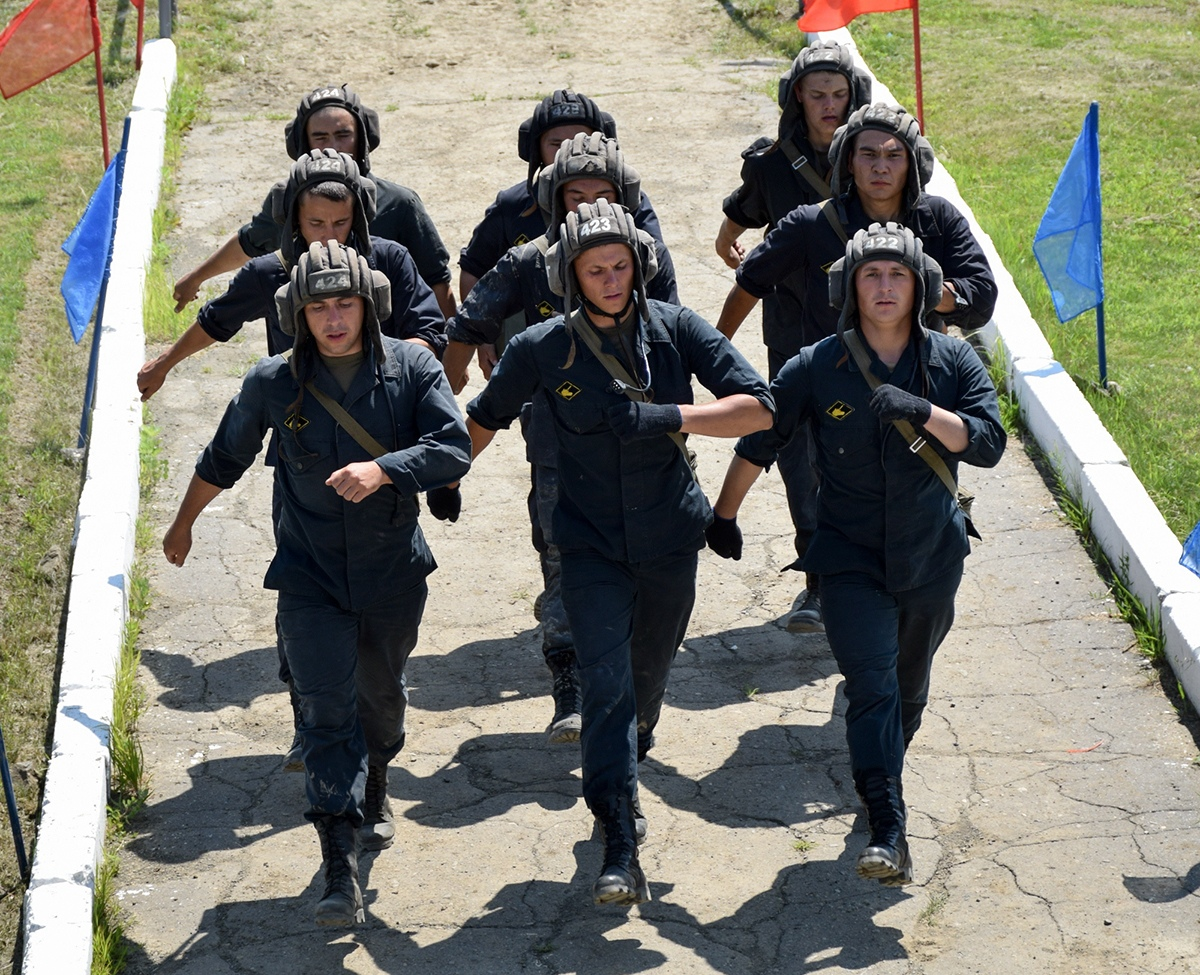

## 編制
- 旅団司令部（クニャゼ＝ヴォルコンスコエ）
- 第1自動車化狙撃大隊
- 第2自動車化狙撃大隊
- 第3自動車化狙撃大隊
- 戦車大隊
- 旅団砲兵群
  - 本部中隊
  - 第1自走砲大隊
  - 第2自走砲大隊
  - ロケット砲大隊
  - 対戦車砲大隊
- 防空大隊

- 偵察大隊
- 工兵大隊
- 通信大隊
- 兵站大隊
- 狙撃中隊
- 整備中隊
- 電子戦中隊
- NBC防護中隊
- 衛生中隊
- 無人機中隊